# 建宁右卫
建宁右卫是明代至清初的一处卫所。
洪武八年（1375年）十月置，治所在今福建省建瓯市城西，属福建行都指挥使司管辖，领浦城千户所。清朝顺治十八年（1661年）废。